# Joseph-Nicolas-Pancrace Royer
Joseph-Nicolas-Pancrace Royer (Torí, 12 de maig de 1703 - París, 11 de gener de 1755) va ser un compositor i clavicembalista francès.
L'any 1725 es trasllada a París. El 1734 esdevé maître de musique des enfants de France i, d'aquesta manera, responsable de l'educació musical dels fills del rei Lluís XV. El 1748, juntament amb el violinista Jean-Joseph Cassanéa de Mondonville, dirigeix els Concert Spirituel, una de les primeres sèries de concerts de caràcter públic. Forma part de la Opera de París entre els anys 1730 i 1750, per a la que va escriure sis òperes. L'any 1753 va ser nomenat director musical de la chambre du roi (la cambra del rei), així com director de la orquestra de la Opera Reial.

## Obres

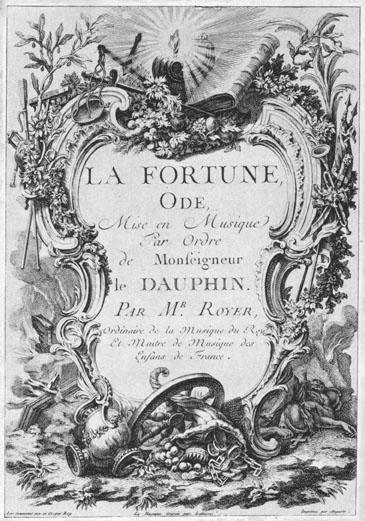
Coberta d'Ode à la Fortune

L'obra de Pancrace Royer sobresurt per les seves òperes i transcripcions per a clavicèmbal de porcions operístiques.
Algunes de les seves obres ordenades per ordre cronològic són: 
- 1725: Le fâcheux veuvage.
- 1726: Crédit est mort.
- 1730: Pyrrhus.
- 1739: La Zaïde.
- 1740: Sonata.
- 1743: Li pouvoir de l'Amour.
- 1746: Ode à la Fortune.
- 1746: Pièces de clavecin.
- 1748: Almasis.
- 1750: Myrtil et Zélie.
- 1750: Requiem aeternam.
- 1751: Venite exultemus.
- 1752: Pandora.